# Una fatale supposizione
Una fatale supposizione, ovvero Amore e dovere è un'opera in un atto di Carlo Coccia, su libretto di Giuseppe Maria Foppa. Fu rappresentata per la prima volta il 19 gennaio 1811 al Teatro San Moisè di Venezia.
Gli interpreti della prima rappresentazione furono i seguenti:
| Personaggio     | Interprete        |
| --------------- | ----------------- |
| Dolibano        | Luigi Rafanelli   |
| Matilde         | Marianna Borroni  |
| Federico Vodmar | Tommaso Ricci     |
| Pantarotto      | Nicola de Grecis  |
| Fiammetta       | Clementina Lanari |

## Trama
La scena si svolge nel castello di Dolibano.
Federico ama Matilde, figlia di Dolibano, e i servitori Fiammetta e Pantarotto approvano l'unione, ma tutti sono in apprensione e Matilde è in preda allo sconforto, perché è atteso il ritorno del padrone di casa, che per qualche misteriosa ragione sembra essere adirato con la figlia. Ma poi è l'anziano servitore Pantarotto a svelare a Matilde i motivi del comportamento di Dolibano: egli sospetta che la madre di Matilde, morta da poco, fosse l'amante del padre di Federico, anch'egli ormai scomparso, e per questo rifiuta l'unione tra i due giovani.
Dolibano è in effetti in possesso di una lettera indirizzata da Guglielmo, padre di Federico, alla madre di Matilde, in cui Guglielmo parla di un'antica passione e definisce Matilde "frutto del nostro amore". Dolibano si è così convinto che Federico e Matilde siano fratelli.
Quando Dolibano rientra al suo castello, il suo primo pensiero è di allontanare Matilde. Inutili sono le suppliche della figlia, e un incontro con Federico si trasforma in un litigio nel corso del quale Matilde si arrabbia con l'innamorato che insulta Dolibano, e Pantarotto inutilmente cerca di calmare gli animi. Dolibano costringe Matilde a partire, ma i servi armati di Federico bloccano il cocchio e Matilde, sconsolata, viene ricondotta al castello da Pantarotto.
La situazione viene risolta da Federico, che si decide a mostrare a Dolibano una lettera scrittagli da Guglielmo morente, che per orgoglio ha sempre tenuto celata. Guglielmo confessa al figlio che la lettera indirizzata alla madre di Matilde e fatta volutamente intercettare da Dolibano era una finzione: Guglielmo, un tempo innamorato della donna, voleva vendicarsi di Dolibano per averne conquistato il cuore, ma tra i due non c'è mai stato nulla.
Tutti si possono così rasserenare:

## Struttura musicale
- Sinfonia

### Atto Unico
- N. 1 - Introduzione, Cavatina di Pantarotto e Stretta Deh mi reggi amor pietoso - Elà... zitto, zitto, oh bella! - Deh se mai provaste amore (Federico, Fiammetta, Pantarotto)
- N. 2 - Duetto fra Matilde e Pantarotto Tremo in parlar e appena
- N. 3 - Aria di Federico Parto... ma il crudo affanno
- N. 4 - Cavatina di Dolibano Oh Donna infelice!
- N. 5 - Quartetto Non partirà, nol deve (Federico, Matilde, Pantarotto, Dolibano)
- N. 6 - Aria di Fiammetta Se amor di fiamme accende
- N. 7 - Aria di Pantarotto Poco lungi dal boschetto
- N. 8 - Aria di Matilde Parto sì, ma il cor vi resta
- N. 9 - Finale Spiegati, or via, t'affretta (Dolibano, Federico, Pantarotto, Matilde, Fiammetta)